# Hertz (eenheid)
| Grotere eenheden | Grotere eenheden | Grotere eenheden |
| factor           | naam             | symbool          |
| ---------------- | ---------------- | ---------------- |
| 1                | hertz            | Hz               |
| 103              | kilohertz        | kHz              |
| 106              | megahertz        | MHz              |
| 109              | gigahertz        | GHz              |
| 1012             | terahertz        | THz              |

De hertz (symbool: Hz) is de afgeleide SI-eenheid van frequentie. De hertz wordt gebruikt bij periodieke (zich herhalende) verschijnselen. 1 Hz komt daarbij overeen met een periode van 1 seconde. Zou iemand regelmatig, eenmaal per seconde op een tafel tikken, dan heeft dat tikken een frequentie van 1 Hz. Tikt de persoon sneller, bijvoorbeeld tweemaal per seconde (de periode is dan 0,5 s), dan bedraagt de frequentie 2 Hz.

Drie knipperlichten met verschillende frequentie. De frequentie neemt toe van 0,5 Hz naar 2 Hz

In SI-basiseenheden uitgedrukt komt de Hz overeen met s−1.
De hertz wordt vaak gecombineerd met een van de officiële SI-prefixen tot bijvoorbeeld kilohertz (1 kHz = 103 Hz), megahertz (1 MHz = 106 Hz) of gigahertz (1 GHz = 109 Hz).

## Naamgeving
De frequentie-eenheid is genoemd naar de Duitse natuurkundige Heinrich Hertz, die belangrijke bijdragen leverde op het gebied van elektromagnetisme.
De naam hertz werd aangenomen door de CGPM (Conférence générale des poids et mesures) in 1960. Tot die tijd werd frequentie gewoonlijk uitgedrukt in trillingen per seconde, in het Engels: cycles per second (cps), met onder meer veelvouden kilocycles (kcps) en megacycles (Mcps). Deze eenheden zijn in de jaren zeventig van de twintigste eeuw steeds meer vervangen door de hertz, hoewel de cps in Angelsaksische landen nog vaak gehanteerd wordt. Dat geeft weinig verwarring want de eenheden Hz en cps zijn synoniem.

## Formulenotering
In natuurkundige formules wordt de frequentie vaak niet uitgedrukt in hertz, maar in een meer toepasselijke eenheid als radialen per seconde. Men spreekt dan over hoeksnelheid of hoekfrequentie. Eén radiaal per seconde komt overeen met 2π maal de trillingsfrequentie in hertz. Het symbool in dat soort formules is ω (omega). Het symbool voor de frequentie in hertz is f of ν (nu).
In plaats van frequentie (in hertz) wordt bij de bespreking van golfverschijnselen meestal de golflengte gehanteerd. De relatie is v = λ × f, waarbij f de frequentie in hertz is, v (van velocitas) de voortplantingssnelheid in meter per seconde en λ de golflengte in meter.

## Enkele voorbeelden
ElektriciteitDe wisselspanning die in Europa op stopcontacten staat heeft een frequentie van 50 Hz.
RadiogolvenDe frequentie van radiogolven wordt uitgedrukt in kHz, MHz of GHz. Afhankelijk van de radioband (met name bij de lange-, midden- en korte-golfband) werd vroeger vaak de golflengte (in vacuüm) genoemd. De golflengte is omgekeerd evenredig met de frequentie: het product van golflengte (in meters) en frequentie (in MHz) is ongeveer 300, de snelheid van het licht. In tegenstelling tot de frequentie is de golflengte van een signaal iets afhankelijk van het medium waardoor de golf zich voortplant. In de praktijk gebruikt men nog vaak het woord 'golflengte' als men 'frequentie' bedoelt. Dan vindt men in het programmablad een pagina met het opschrift 'Golflengten' terwijl daaronder alleen frequenties staan vermeld.
GeluidHet gehoor van een kind kan geluidstrillingen met een frequentie tussen 20 Hz en 20 000 Hz waarnemen als geluid. De bovengrens neemt ongemerkt af naarmate men ouder wordt tot onder ongeveer 10 000 bij 50-plussers. Voor de geluiden tussen 500 en 8000 Hz is ons gehoor het gevoeligst. Dit laatste is ook het gebied waarin de verstaanbaarheid van de menselijke stem de grootste rol speelt.
ComputersBij computers wordt de klokfrequentie van diverse componenten in MHz of GHz uitgedrukt. Een bekend voorbeeld is de processor-klok. In 2013 ligt de klokfrequentie bij de pc vaak tussen de 3 en 4 GHz.
LichtRood licht heeft een frequentie van ongeveer 4,6 × 1014 Hz. Omdat een dusdanig hoge waarde door de huidige apparatuur onmogelijk te meten is, wordt de eigenschap van licht meestal uitgedrukt als golflengte. Rood licht komt dan overeen met ongeveer 650 nm (0,65 × 10−6 m) en blauw/violet met 400 nm.